# لياندرو مندوزا
لياندرو مندوزا هو عسكري وسياسي فلبيني، ولد في 17 مارس 1946 في San Juan, Batangas ‏ في الفلبين، وتوفي بنفس المكان في 7 أكتوبر 2013 بسبب نوبة قلبية.